# Хульда (пророчиця)
Хульда (івр. חולדה הנביאה — Хульда пророчиця) — пророчиця Старого Завіту згадана у 2 Цар. 22. 14 та 2 Хр. 34. 22 — 28. Час діяльності Хульди припадає на період діяльності пророків Софонії та Єремії.

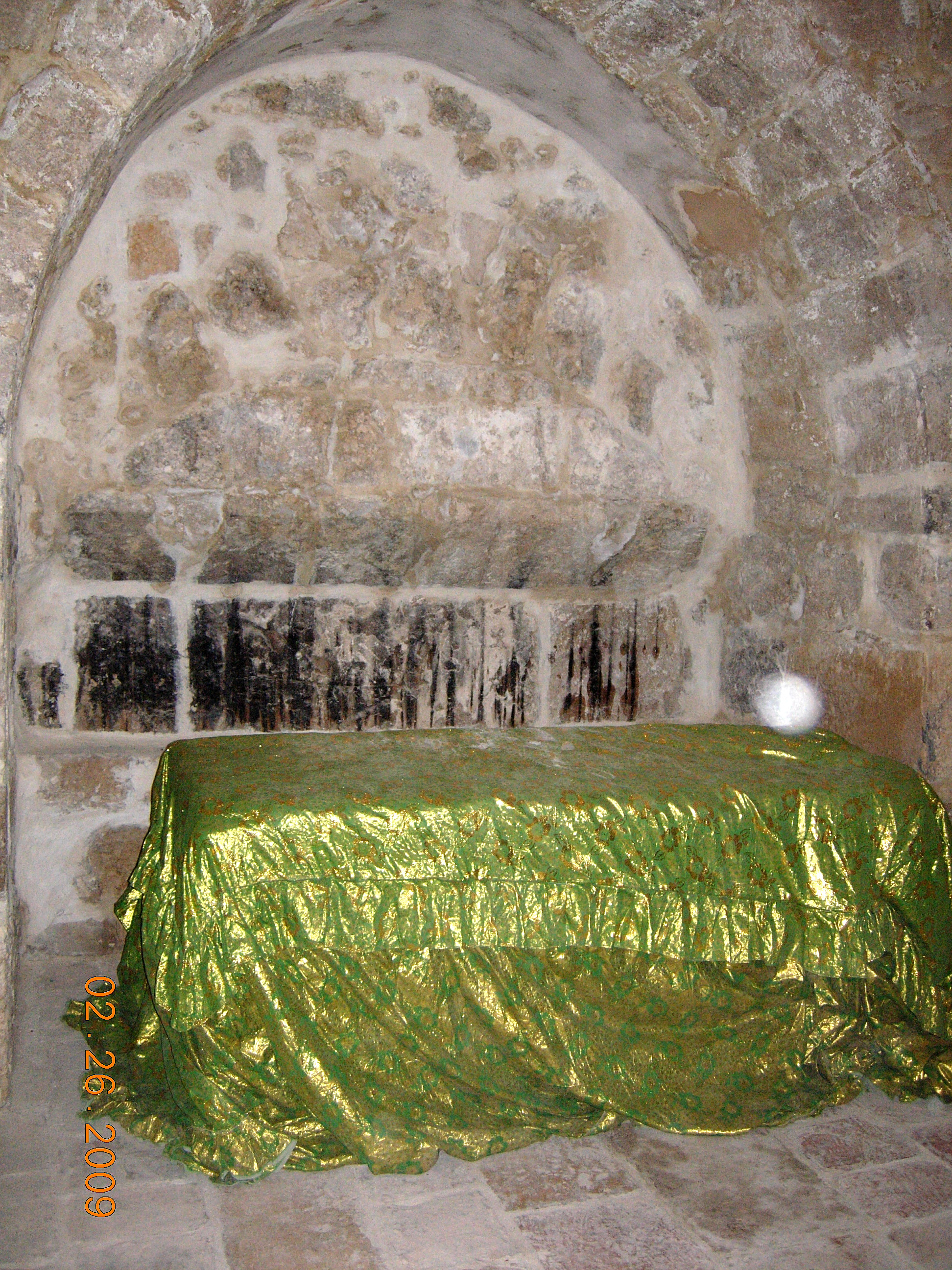
Могила Хульди в Єрусалимі

## Ім'я
Ім'я Хульда є можливо жіноча форма гебрейського חלֶד (cholæd) яким називається кріт чи ласиця.

## Пророцтва народу та царю Йосії
Хульда жила в Єрусалимі, та була дружиною Шаллма, який доглядав за одягом. Сім віршів Другої Книги царів та Другої книги хроніки розповідають про час правління царя Йосії, який царював у 641–609 р. до н. е і звернення його до пророчиці Хульди. На 18 році правління Йосія дав наказ провести реконструкцію Храму Соломона. Під час робіт у Храмі знайдено книгу Закону. Першосвященик Хілкія дає книгу писарю Шафану який прочитав зміст книги царю і той розриває на собі одежу читаючи про гнів Божий та посилає Хілкію, писаря та ще 3 чоловіків запитати Господа про зміст прочитаного. Вони вирушають до пророчиці Хульди. Делегація звертається до пророчиці не показуючи їй звиток. Хульда дає відповідь царській делегації, що складається з двох частин
- щодо народу[2]:

|  | Так говорить Господь: Ось я наведу лихо на це місце й на його мешканців; всі ті слова, що в книзі, яку читав юдейський цар. Тому що вони покинули мене й кадили іншим богам, щоб гнівити мене усіма вчинками своїх рук, запалав гнів мій проти цього місця - і не погасне. |

- щодо царя[2]:

|  | Цареві ж юдейському, що послав вас спитати Господа, ось що скажіть: Так говорить Господь, Бог Ізраїля: Слова, що ти чув, здійсняться. Але тому, що твоє серце зворушилося й ти впокорився перед Господом, почувши те, що я висказав проти цього місця й проти його мешканців, що стануть жахом і прокляттям для інших, тому, що ти роздер на собі одежу й плакав передо мною, і я теж вислухав тебе, - слово Господнє, - і, власне, тому я прилучу тебе до твоїх батьків; ти зійдеш у твій гріб у мирі й очі твої не побачать усього того лиха, що я наведу на це місце.” І вони принесли цареві відповідь. |

Відповідь Хульди була прочитана народу та сприяла проведення культових реформ.

## Історичні події
Влітку 609 р. до н. е. фараон Нехо II (610–595 р. до н. е.) рушив на з'єднання з ассирійською армією в околиці Харрана. Йосія виступив проти єгиптян, зустрівши їх зі своїм військом в районі Мегіддо. У битві з Нехо Йосія був важко поранений стрілою в горло і помер у Мегіддо (2 Цар. 23:30), чи за 2 Хр. 35:24 у самому Єрусалимі. Юдея після поразки була змушена визнати себе васалом Єгипту. Наступником Йосії став його син Йоахаз. Царя Йосію поховали у мирі в Єрусалимі.